# Sofia och Anna
Sofia och Anna var en svensk-samisk sångduo som bestod av Sofia Jannok och Anna Kärrstedt, båda från Gällivare.
Duon var med i svenska TV3:s talangjakt Juniorchansen och finalen i Bravo Bravissimo i Italien 1995. De tog förstapris i Sámi Grand Prix 2001 med låten Meahci mánná.

## Diskografi
- Čalmmit (Dina ögon), singelskiva på skivbolaget DAT O.S med låtarna Du Čalmmit  och Rievssat (Snögås), 2000